# Esther Forbes
Esther Louise Forbes (* 28. Juni 1891 in Westborough, Massachusetts; † 12. August 1967 in Worcester, Massachusetts) war eine US-amerikanische Schriftstellerin.

## Leben
Forbes wurde an der Bradford Junior Academy ausgebildet und begann danach ein Studium an der University of Wisconsin. Dort entstand Breakneck Hill, ihre erste, in der Grinnell Review veröffentlichte Kurzgeschichte. Wegen des Ersten Weltkrieges brach sie ihr Studium ab, um als Farmhelferin tätig zu sein. Nach dem Krieg begann sie bei Houghton Mifflin zu arbeiten. 1926 veröffentlichte sie ihren ersten Roman O, genteel lady!, der von der Kritik positiv aufgenommen wurde. Im selben Jahr heiratete sie Albert Learned Hoskins und entschloss sich das Schreiben zum Hauptberuf zu machen. Die Ehe mit Albert wurde 1933 geschieden und sie zog zurück nach Worcester. Es folgten mehrere Bücher, bis sie mit Paul Revere and the world he lived in (1942) den Pulitzer-Preis in der Kategorie Geschichte gewann und landesweit bekannt wurde.
Die Recherche für diese Biografie nutzte sie, um ein Kinderbuch über den Gehilfen eines Silberschmieds zu Beginn der Amerikanischen Revolution zu schreiben. Johnny Tremain: A Novel for Young and Old, erschienen 1943, wurde 1944 mit der Newbery Medal, einem der prestigeträchtigsten amerikanischen Kinderbuchpreise, ausgezeichnet und zählt heute noch zu den Klassikern der amerikanischen Jugendliteratur. 1949 wurde Forbes in die American Academy of Arts and Sciences gewählt.

## Werke (Auswahl)
- O, genteel lady! 1926 (deutsch Wölfe im Paradies).
- The general’s lady. 1938 (deutsch Die Generalin).
- Paul Revere and the world he lived in. 1942.
- Johnny Tremain: A Novel for Young and Old. 1943 (deutsch Johnny reitet).
- The running of the tide. 1948 (deutsch Im Strom der Gezeiten).
- Rainbow on the road. 1954 (deutsch Am Wegesrand der Regenbogen).